# Johan Moreelse

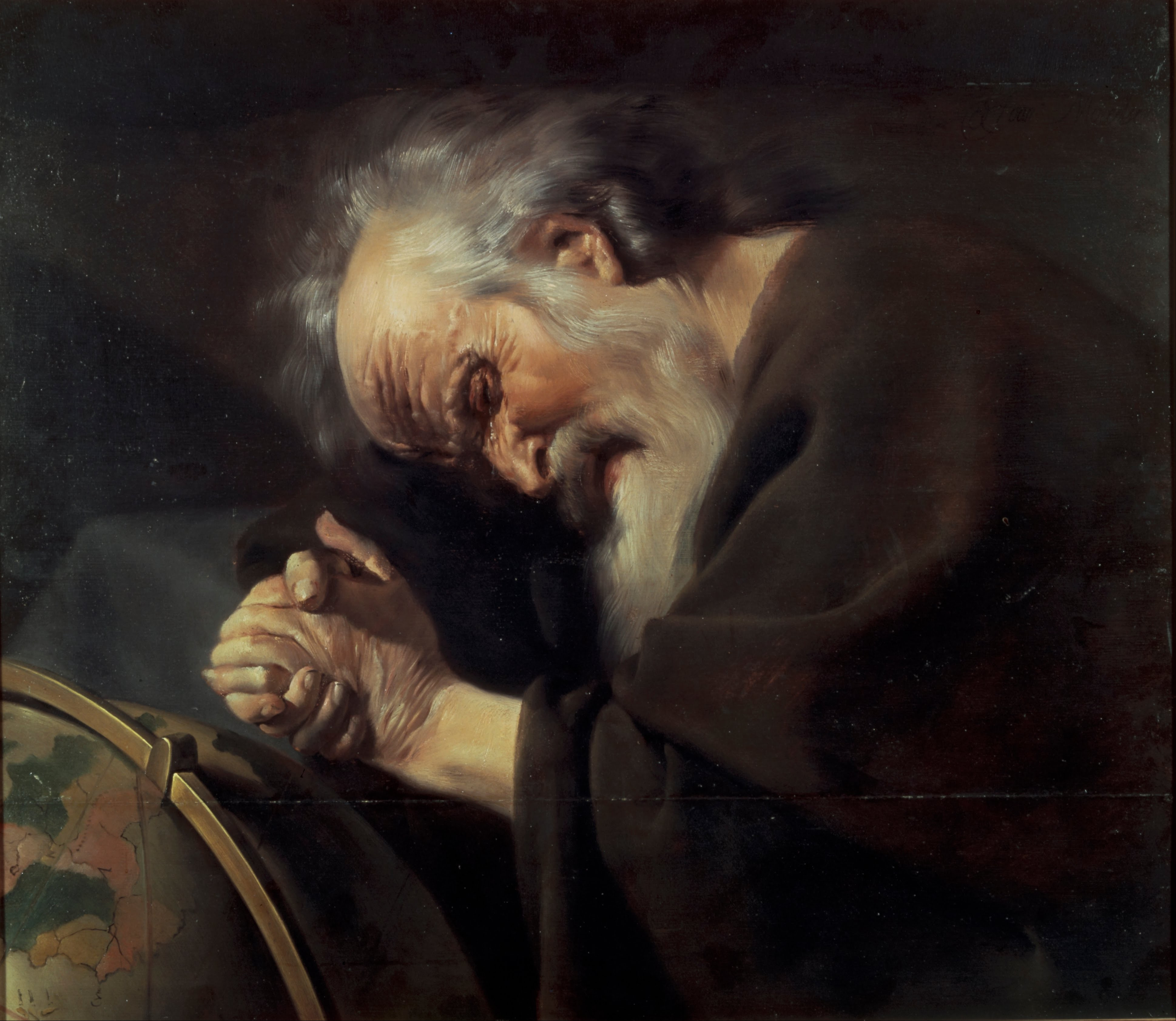
Heraclitus (Herakleitos) von Johan Moreelse um 1630

Johan Pauwelszon Moreelse, auch Johannes Paulus Moreelse, (* 1603 (?) in Utrecht; † 1634 in Utrecht) war ein niederländischer Barockmaler der Caravaggio-Schule und des Goldenen Zeitalters der Niederlande. Sein Vater war der seinerzeit berühmte Porträtmaler Paulus Moreelse. Über sein Leben ist wenig bekannt. Joh. Moreelse studierte in seiner Heimatstadt Utrecht im Atelier seines Vaters und später in Rom (1627), wo er einem päpstlichen Ritterorden beitrat. Eines der wenigen exakten Daten seines Lebens war die Unterzeichnung einer Urkunde zugunsten des Utrechter Edelmannes und Rechtsanwaltes Johan Honorius Van Axel de Seny am 27. Februar 1627. Seine anzahlmäßig geringen Werke wurden erst seit den 1970er Jahren ihm zugeordnet und gewürdigt. Moreelse starb in seiner Heimatstadt während einer Pestepidemie.

## Werke
- Democritus
- Democritus, der lachende Philosoph (nl. Democritus, de lachende wijsgerige)
- Heraclitus
- Esau vergibt sein Erstgeburtsrecht an Jakob
- San Piedro
- Büßende Maria Magdalena (nl. Boete doende Maria Magdalena)
- Singende Schäferin mit Schäfer (wird Moreelse zugeschrieben)